# Alto Turia y Sierra del Negrete
Alto Turia y Sierra del Negrete este o arie protejată (arie de protecție specială avifaunistică — SPA) din Spania întinsă pe o suprafață de 100.314,7 ha, integral pe uscat.

## Localizare
Centrul sitului Alto Turia y Sierra del Negrete este situat la coordonatele 39°44′24″N 0°59′00″W / 39.74°N 0.9833°V.

## Înființare
Situl Alto Turia y Sierra del Negrete a fost declarat arie de protecție specială avifaunistică în mai 2009 pentru a proteja 1 specie de plante și 23 de specii de animale.

## Biodiversitate
Situată în ecoregiunea mediteraneană, aria protejată conține 24 de habitate naturale: Pante stâncoase silicioase cu vegetație casmofită, Păduri de pin (sub-) mediteraneene cu pini negri endemici, Lacuri eutrofice naturale cu vegetație de tip Magnopotamion sau Hydrocharition, Pajiști uscate europene, Izvoare petrifiante cu formare de travertin (Cratoneurion), Pajiști uscate seminaturale și facies de acoperire cu tufișuri pe substraturi calcaroase (Festuco-Brometalia) (* situri importante pentru orhidee), Lande oro-mediteraneene cu formațiuni endemice de grozamă, Galerii de Salix alba și de Populus alba, Păduri iberice de Quercus faginea și Quercus canariensis, Galerii și tufărișuri riverane sudice (Nerio-Tamaricetea și Securinegion tinctoriae), Liziere de ierburi înalte hidrofile de câmpie și de nivel montan până la alpin, Păduri mediteraneene de Taxus baccata, Vegetație gipsofilă iberică (Gypsophiletalia), Tufărișuri termo-mediteraneene și de pre-deșert, Pante stâncoase calcaroase cu vegetație casmofită, Râuri mediteraneene cu debit permanent cu specii de Paspalo-Agrostidion și galerii riverane de Salix și de Populus alba, Păduri termofile cu Fraxinus angustifolia, Păduri endemice cu Juniperus spp., Matorral arborescenți cu Juniperus spp., Păduri de Quercus ilex și Quercus rotundifolia, Iazuri temporare mediteraneene, Pajiști umede mediteraneene cu ierburi înalte de Molinio-Holoschoenion, Formațiuni stabile xerotermofile de Buxus sempervirens pe pante stâncoase (Berberidion p.p.), Pseudostepă cu ierburi și specii anuale de Thero-Brachypodietea.
La baza desemnării sitului se află mai multe specii protejate:
- plante (1): Marsilea strigosa
- păsări (19): pescăruș albastru (Alcedo atthis), fâsă-de-câmp (Anthus campestris), acvilă de munte (Aquila chrysaetos), buha (Bubo bubo), ciocârlie-cu-degete-scurte (Calandrella brachydactyla), caprimulg (Caprimulgus europaeus), șerpar (Circaetus gallicus), șoim călător (Falco peregrinus), Galerida theklae, vulturul pleșuv sur (Gyps fulvus), Hieraaetus fasciatus, acvilă pitică (Hieraaetus pennatus), ciocârlie de pădure (Lullula arborea), ciocârlie de bărăgan (Melanocorypha calandra), vultur egiptean (Neophron percnopterus), Oenanthe leucura, Pyrrhocorax pyrrhocorax, turturică (Streptopelia turtur), silvie de tufiș (Sylvia undata)
- nevertebrate (1): Coenagrion mercuriale
- pești (2): Chondrostoma toxostoma, zvârluga (Cobitis taenia)
- reptile (1): Mauremys leprosa

Pe lângă speciile protejate, pe teritoriul sitului au mai fost identificate 3 specii de plante, 1 specie de amfibieni.